# 葵あおい
葵 あおい（あおい あおい、1998年2月1日 - ）は、日本の元女性アイドル、タレント。東京都出身。ジョリーロジャー、フリー、スカイミュージック、オオトリ寫眞館所属を経て、フリーランス。本職でパティシエをしている。

## 略歴
2016年、高校卒業前に「楽しいことがしたい」とアイドルユニット「FairyFloss.」（フェアフロ）の女子高生プロデューサーとしてデビュー。プロデュースのみする予定だったが、メンバー2名が土壇場で抜けたため、3月のデビュー直前にメンバーに加入。
2016年6月26日、"海賊"をコンセプトにしたアイドルグループ・黄金時代のブルー担当として加入。10月に事務所倒産のためにフリーランスとなるがグループは継続。11月4日付けで東洋レコーディングのレーベル「スカイミュージック」所属となる。
プロデュース兼任をしていたFairyFloss.が2017年3月21日、渋谷CHELSEA HOTELにてワンマンライブを開催し解散。
2017年4月11日、グループイメージを損なう言動があったとして黄金時代・研究生へと降格処分。5月2日、解雇処分となる。
事務所には残れたため（のちにグループごとオオカゼ寫眞館に移籍）、2017年6月26日、FairyFloss.の元メンバーゆうかりん（夕日鈴）と新ユニット・花ちらし組を結成。リーダー兼プロデューサーに就任する。同年『ヤングアニマル』主催のYAグラ姫2018のファイナリストに選出されるが10月、12月15日をもっての花ちらし組卒業を発表。
以降、ツイッターでは元アイドルを名乗り、ソロとしてライブ活動を行う。
2018年6月28日、夕日鈴の花ちらし組卒業ライブに参加が決定。結成オリジナルメンバーとして舞台に立つ。
2019年4月、社会人としてパティシエとして就職し、本業に専念。
2019年11月24日、元花ちらし組メンバーの夕日鈴、花籠ひびきと、新メンバーおつるを加えて、2019年12月30日にTOKYO FM HALLで開催されるライブ『Legend Girls Party Vol.17』にて、花ちらし組の再結成ライブを行うと発表。2020年7月5日、無観客ライブで解散。アイドル業を事実上引退。本業とともにウェブ番組出演など、タレント業は継続している。

## 人物
身長153cm。バスト82cm ウエスト59cm ヒップ85cm。YAグラ姫におけるグラビア撮影のため胸のサイズをBからDカップに上げたが、豊胸手術ではなく、育乳である。やせ形で筋肉質なため、水着になると僧帽筋から三角筋が目立つ体格。
趣味はお菓子作り、アニメ観賞、ダイエット、料理、写真を撮ること、映画鑑賞、ゴルフ、お笑い鑑賞、小さい子と遊ぶこと、アフタヌーンティー巡り、パティスリ巡り。
エイリアン・アブダクション経験者で、宇宙人によって左手にチップが埋め込まれている。

## 作品
黄金時代の楽曲は黄金時代 (女性アイドルグループ)を参照
- マリンライトガール（2017年11月29日、オオカゼミュージック）「ひるキュン！」、「eスポーツMaX」エンディングテーマ[18]

## 出演

### テレビ
- 開運音楽堂 2016 大晦日SP!!（2016年12月31日、TBS）
- ほんトカナ!?ケンドーコバヤシの絶対に観ないほうがいいテレビ!（2021年2月3日、Amazonプライム・ビデオ）[19]

### ウェブテレビ
- 今夜はアナタの番組（2016年10月18日、FRESH! by AbemaTV）

### 主催ライブ
- FairyFloss.最初で最後の一周年記念解散ワンマンライブ～最後はやっぱり炎上祭スペシャル～（2016年3月21日、渋谷CHELSEA HOTEL）※FairyFloss.として
- 黄金時代主催イベント『アイドル黄金時代』（2016年8月24日、下北沢GARDEN）※黄金時代として
- 黄金時代カルチャーズ劇場定期公演（2016年10月23日・12月3日・2017年1月6日・2月26日・3月20日・4月30日、AKIBAカルチャーズ劇場）※黄金時代として
- 熊本復興イベント がんばれくまもと！-ついでに葵あおい生誕祭-（2017年2月1日、秋葉原GRACE BALI秋葉原）※黄金時代として
- 黄金時代～バレンタイン大航海～in Sanrio Puroland（2017年2月12日、サンリオピューロランド ピューロビレッジ1F　知恵の木ステージ）※黄金時代として
- 黄金時代柚木れも生誕祭～成人れもんは一味違う♡～（2017年3月12日、GRACE BALI秋葉原）※黄金時代として
- 姫庭×黄金時代ツーマンライブ～GoldenGarden～（2017年4月23日、TwinBoxGARAGE）※黄金時代として

### 舞台
- アリスインプロジェクト「クォンタムメモリーズ[20]」（2018年10月3日 - 8日、新宿村LIVE） - 童子切安綱 役